# Leucaspis ohakunensis
Leucaspis ohakunensis är en insektsart som beskrevs av Brittin 1937. Leucaspis ohakunensis ingår i släktet Leucaspis och familjen pansarsköldlöss. Inga underarter finns listade i Catalogue of Life.